# Flammpunkt
Der Flammpunkt eines Stoffes ist nach DIN V 14011 die niedrigste Temperatur, bei der sich über einem Stoff ein zündfähiges Dampf-Luft-Gemisch bilden kann.
Der Brennpunkt wird manchmal verwendet, um die Temperatur zu bezeichnen, bei der ein Stoff auch bei Wegnahme einer externen Zündquelle weiterbrennt. Er liegt in der Regel nur wenige Grad über dem Flammpunkt, bei dem eine Zündung möglich ist.

## Weitere Details
Durch den Dampfdruck von Flüssigkeiten verdunstet auch unterhalb des Normalsiedepunktes ein Teil der Flüssigkeit. Der Dampfdruck steigt mit der Flüssigkeitstemperatur, d. h. je höher die Temperatur der Flüssigkeit ist, desto mehr der Flüssigkeit geht durch Verdunsten in den Gaszustand über. Die gasförmigen Teile der Flüssigkeit reichern sich im Raum über der Flüssigkeitsoberfläche an und bilden dort ein Dampf/Luft-Gemisch. Überschreitet die Dampfkonzentration die untere Explosionsgrenze, so kann dieses Gemisch durch eine geeignete Zündquelle entzündet werden. 
Die Zündquelle (z. B. elektrostatischer Funke oder Flamme) muss eine Mindestzündenergie erzeugen (z. B. für Methan 0,2 mJ) und die Atmosphäre muss einen Mindestgehalt an Sauerstoff aufweisen (z. B. für Bisphenol A 2,0 Vol.-%).
Ist das Volumen des Gemisches groß genug, kann es explodieren. 
Unterhalb des Flammpunktes kann sich die Flammenfront nicht von der Zündquelle weg ausbreiten, da die Wärme aus der Oxidation nicht ausreicht, um das Gemisch auf die zur Verbrennung nötige Temperatur aufzuheizen. 
Der Verbrennungsvorgang stoppt in der Regel kurze Zeit nach der Zündung wieder, da bei dieser Temperatur noch nicht genügend brennbare Dämpfe entstehen, um die Verbrennung aufrechtzuerhalten. 
Zur Aufrechterhaltung der Verbrennung muss zusätzlich zumindest die Verdampfungsenthalpie aufgebracht werden (Viele Stoffe befinden sich an ihrem Flammpunkt bereits im flüssigen Aggregatzustand, andere sind fest und sublimieren, manche sind am Flammpunkt nicht stabil, sodass der Dampf Zersetzungsprodukte enthält). Die dazu nötige, höhere Dampfkonzentration entsteht bei einer um wenige Grad höheren Temperatur, dem Brennpunkt. Vom Flamm- und Brennpunkt zu unterscheiden ist die Zündtemperatur, bei der eine Zündquelle nicht mehr nötig ist.
Schon eine Beimischung von wenigen Prozenten einer Flüssigkeit mit niedrigem Flammpunkt zu einer Flüssigkeit mit hohem bzw. keinem Flammpunkt kann eine Mischung mit niedrigem Flammpunkt ergeben. 
Eine brennbare Flüssigkeit mit einem Flammpunkt, der im Bereich oder unterhalb der Normaltemperatur von etwa 20 °C liegt, ist am gefährlichsten, weil sie jederzeit ohne weitere Wärmezufuhr schon mit einem Funken gezündet werden kann. 
Bei brennbaren Flüssigkeiten, die wasserlöslich sind (z. B. Alkohol), ist der Flammpunkt abhängig von der Konzentration der Flüssigkeit. Das Verdünnen mit Wasser führt zur Heraufsetzung des Flammpunktes.
Literaturwerte für Flammpunkte gelten allgemein für einen Luftdruck von 1013 mbar (1 atm). Bei höherem Druck steigt zwar der Dampfdruck geringfügig, der Flammpunkt erhöht sich jedoch, weil der brennbare Dampf durch mehr Moleküle der Luft „verdünnt“ wird.

## Brandversuch
Dieselkraftstoff oder Heizöl mit einem Flammpunkt von etwa 55 °C lassen sich bei Raumtemperatur mit einem brennenden Streichholz nicht entflammen. Wird jedoch das Streichholz lange genug an die Flüssigkeit gehalten, steigt lokal die Temperatur an der Flüssigkeitsoberfläche, wodurch der Flammpunkt erreicht und damit die Flüssigkeit lokal entflammt wird. Von hier breitet sich die Flamme dann kreisförmig auf der Oberfläche aus.

## Flammpunktbestimmung

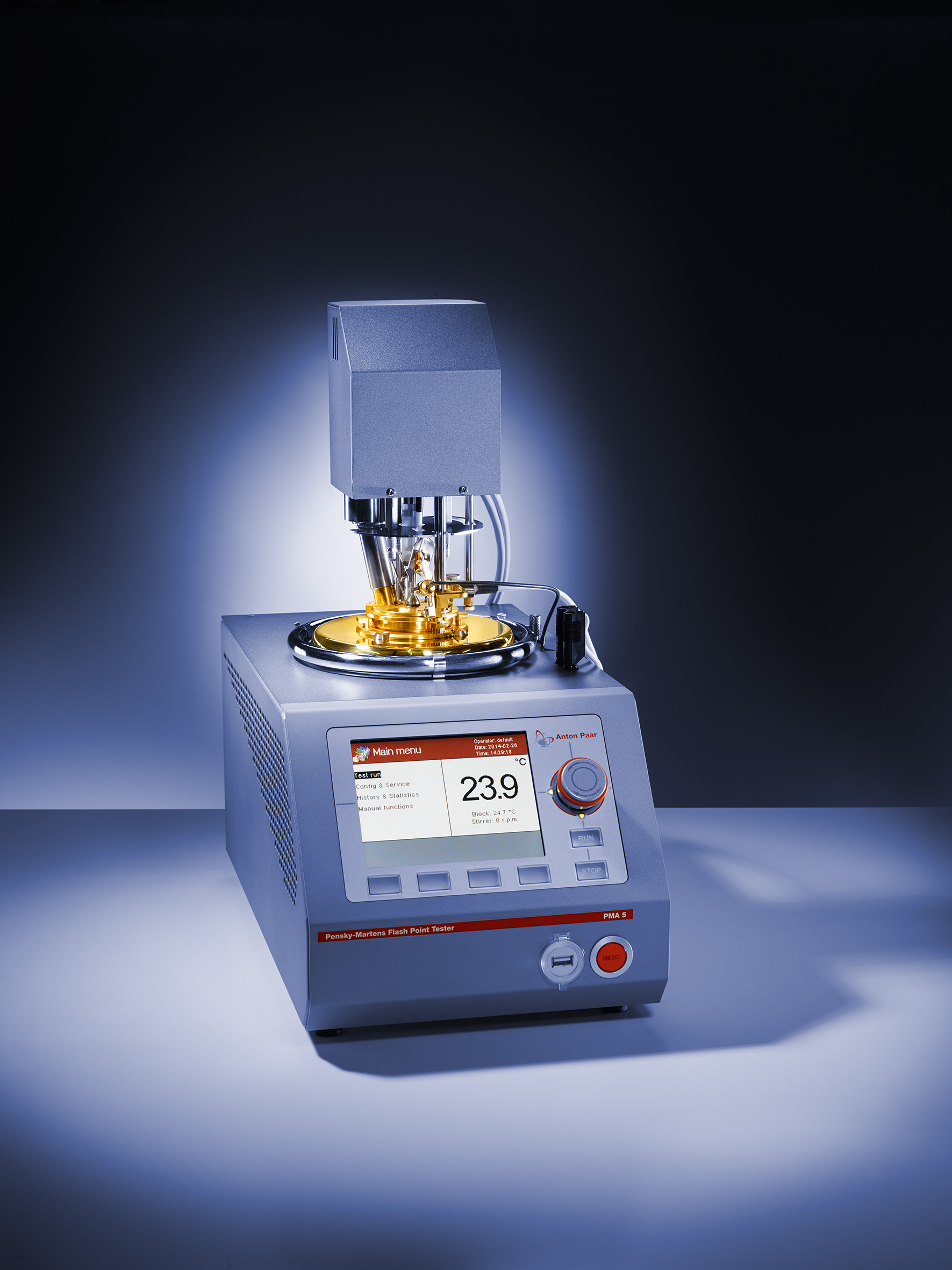
Automatischer Flammpunktprüfer nach der Pensky-Martens-Methode mit integrierter Feuerlöscheinrichtung

Der Flammpunkt ist ausschlaggebend bei der Einstufung und Klassifizierung als Gefahrstoff bzw. nach der BetrSichV.
Es gibt verschiedene standardisierte Apparaturen, um den Flammpunkt einer Flüssigkeit zu bestimmen:
- Methode nach Pensky-Martens (> 50 °C; DIN 51758, EN 22719, aktuell Standardapparatur)
- Methode nach Abel-Pensky (< 50 °C; DIN 51755, geschlossener Tiegel = c. c. closed cup)
- Methode nach Cleveland (DIN 51376, offener Tiegel = open cup)
- Methode nach Marcusson (DIN 51584, offener Tiegel, veraltete Methode von 1959)

Generell liefern Closed-cup-Methoden niedrigere Flammpunkte als die veralteten Open-cup-Methoden. Letztere dienten in Abwandlungen zur Bestimmung des heute nicht mehr gebräuchlichen Brennpunkts.
Den oben beschriebenen Gleichgewichtspunkt aus Dampfdruck und Explosionsgrenze erreichen jedoch diese Methoden nicht, da durch das Öffnen des Tiegels für die Zündung das Gleichgewicht gestört wird. Somit liegt der Flammpunkt immer oberhalb der kleinsten Temperatur, ab der sich die Atmosphäre oberhalb der Flüssigkeit entzünden lässt. Dieser Gleichgewichtszustand wird durch den unteren Explosionspunkt abgebildet. 

### Gemische brennbarer Stoffe
In Gemischen bestimmt der Dampfdruck der am niedrigsten siedenden Substanz den Flammpunkt des Gemischs.
- Dem Ottokraftstoff (Benzin) sind neuerdings leichtsiedende Ether (Methyl-tert-butylether, Ethyl-tert-butylether) beigemischt, die seinen Flammpunkt und auch seine Zündtemperatur senken.

- Hefeweizenbier (= 5 Vol.-% Ethanol in Wasser) hat einen Flammpunkt von 81 °C; d. h. 5-prozentiges Ethanol entwickelt bei 81 °C die zur Zündung notwendige Konzentration an brennbaren Dämpfen von 3,5 % (= Untere Explosionsgrenze).

Das lässt sich mit dem Raoultschen Gesetz über die Partialdampfdrücke von Wasser und Ethanol auch errechnen.

## Beispiele
Hinweis: 1,0 Vol.-% entspricht 10.000 ppm
| Substanz                        | Siedepunkt   | Flammpunkt | Untere Explosions- grenze | Obere Explosions- grenze | Zünd- temperatur |
|                                 | [°C]         | [°C]       | [Vol.-%]                  | [Vol.-%]                 | [°C]             |
| ------------------------------- | ------------ | ---------- | ------------------------- | ------------------------ | ---------------- |
| Wasserstoff                     | 00−253       |            | 000004                    | 000077                   | 000560           |
| Methan (Erdgas)                 | 00−162       |            | 000004,4                  | 000016,5                 | 000595           |
| Ethan                           | 000–89       | 000−135    | 000003                    | 000012,4                 | 000515           |
| Ethin (Acetylen)                | 000−84       |            | 000002,3                  | 000082                   | 000305           |
| Propan                          | 000−42       | 000−104    | 000001,7                  | 000010,9                 | 000470           |
| n-Butan                         | 000000       | 000−60     | 000001,4                  | 000009,3                 | 000365           |
| Acetaldehyd                     | 000020       | 000−30     | 000004                    | 000057                   | 000155           |
| n-Pentan                        | 000036       | 000−35     | 000001,4                  | 000008,0                 | 000285           |
| Diethylether                    | 000036       | 000−40     | 000001,7                  | 000036                   | 000160           |
| Schwefelkohlenstoff             | 000046       | 000−30     | 000001,0                  | 000060                   | 000102           |
| Propionaldehyd                  | 000047       | 000−40     | 000002,3                  | 000021                   | 000175           |
| Methyl-tert-butylether          | 000055       | 000−28     | 000001,6                  | 000008,4                 | 000460           |
| Aceton                          | 000056       | 000−18     | 000002,1                  | 000013                   | 000540           |
| Methanol                        | 000065       | 000011     | 000005,5                  | 000037                   | 000455           |
| n-Hexan                         | 000069       | 000−22     | 000001,0                  | 000008,1                 | 000240           |
| Ethyl-tert-butylether           | 000071       | 000−19     | 000001,2                  | 000007,7                 |                  |
| Ethanol (Brennspiritus)         | 000078       | 000013     | 000003,5                  | 000015                   | 000425           |
| 2-Propanol                      | 000082       | 000012     | 000002                    | 000012                   | 000425           |
| Ethylenglycoldimethylether      | 000084 … 86  | 0000−6     | 000001,6                  | 000010,4                 | 000200           |
| n-Heptan                        | 000098       | 0000−4     | 000001,0                  | 000007                   | 000215 = ROZ=0   |
| Isooctan, 2,2,4-Trimethylpentan | 000099       | 000−12     | 000001,0                  | 000006                   | 000410 = ROZ=100 |
| 1,4-Dioxan                      | 000101       | 000011     | 000001,7                  | 000025                   | 000300           |
| 1-Butanol                       | 000117       | 000034     | 000001,4                  | 000011,3                 | 000340           |
| Propylenglycolmonomethylether   | 000119 … 121 | 000032     | 000001,7                  | 000011,5                 | 000270           |
| n-Octan                         | 000126       | 000012     | 000000,8                  | 000006,5                 | 000210           |
| Diglykoldimethylether           | 000155 … 165 | 000051     | 000001,4                  | 000017,4                 | 000190           |
| Dipropylenglycoldimethylether   | 000175       | 000065     | 000000,85                 |                          | 000165           |
| Dipropylenglycolmonomethylether | 000185 … 195 | 000080     | 000001,1                  | 000014                   | 000205           |
| Glycerin                        | 000290 Zers. | 000176     |                           |                          | 000400           |
| Benzin für Kfz (KW-Gemisch)     | 000070 … 210 | 0< −20     | 000000,6                  | 000008                   | 000200 … 410     |
| Diesel für Kfz (KW-Gemisch)     | 000150 … 390 | 00> 55     | 000000,6                  | 000006,5                 | 000220 (ca.)     |
| Biodiesel (FS-Methylester)      | 000300 (ca.) | 000180     |                           |                          | 000250 (ca.)     |
| Jet-A1 Flugturbinentreibstoff   | 000150 (ca.) | 000038     | 000000,6                  | 000006,5                 | 000220 (ca.)     |
| Rapsöl (FS-Triglycerid)         | 000350 (ca.) | 000230     |                           |                          | 000300 (ca.)     |
| Feuerzeugbenzin                 | 000113 … 143 | 000007     | 000000,7                  | 000006                   | 000380           |

Die Daten von Rapsöl gelten stellvertretend für alle Speisefette und Speiseöle. Den Flammpunkt von Rapsöl kann man anhand der Beispiele recht zuverlässig auf ca. 230 °C schätzen. Brände am Herd entstehen durch Überschreitung der Zündtemperatur (ca. 300 °C) von Speisefetten oder Ölen.

## Druck- und Konzentrationsabhängigkeit des Flammpunkts
Die Daten der Tabelle wurden unter standardisierten Bedingungen mit Reinsubstanzen ermittelt. Bei Verdünnen mit Inertgasen und/oder unter Druck ist es wahrscheinlich, dass sich die Werte für die untere Explosionsgrenze um 20 % (pro 100 °C) verringern und die der oberen Explosionsgrenze um 10 % (pro 100 °C) erhöhen. Die Absenkung der unteren Explosionsgrenze um 20 % entspricht ungefähr einem 5 °C niedrigeren Flammpunkt (vgl. Sättigungsdampfdruckkurve).